# 山形まるごとマラソン
山形まるごとマラソン（やまがたまるごとマラソン）は、山形県山形市で毎年10月に開催されるマラソン大会である。

## 概要
2013年より開催。幅広い年齢層の健康増進及び体力の向上、城下町である山形市の景観と近代的な都市部を走るマラソンを通して山形市の魅力を伝えることなどを趣旨として開催している。
コースは山形市総合スポーツセンターを発着とした市街地コースとなっている。ハーフマラソンでは霞城公園、七日町、文翔館、護国神社などの山形市のスポットがコースに組まれている。
2020年に開催予定だった第8回大会は新型コロナウイルス感染拡大の影響で翌年に延期を発表。GPS専用アプリ「TATTA」を使用した東北地方では初となるオンライン方式で大会を実施する。2020年10月11日には山形県内在住者を対象に山形市内を走る関連イベントを開催することを発表した。2021年も新型コロナウイルス感染拡大予防のため、オンラインでの大会となった。2022年、3年ぶりに実走形式で開催された。

## 運営
- 主催：山形市、山形市教育委員会、公益財団法人山形市スポーツ協会、山形市陸上競技協会
- 協賛：タスキン レントオール、川井スポーツ、
- 特別協賛：ミズノ、山形銀行、JAグループ山形、カスカワスポーツ、きらやか銀行、荘内銀行、弘栄設備工業株式会社、ネッツトヨタ山形

## 部門・種目
- ハーフマラソン（21,0975km、定員4000名）
  - 1部：男子一般の部（18〜29歳）
  - 2部：女子一般の部（18〜29歳）
  - 3部：男子一般の部（30〜39歳）
  - 4部：女子一般の部（30〜39歳）
  - 5部：男子一般の部（40〜49歳）
  - 6部：女子一般の部（40〜49歳）
  - 7部：男子一般の部（50〜59歳）
  - 8部：女子一般の部（50〜59歳）
  - 9部：男子一般の部（60歳以上）
  - 10部：女子一般の部（60歳以上）
- 5km（定員500名）
  - 11部：高校生男子の部
  - 12部：高校生女子の部
  - 13部：男子一般の部（18〜39歳）
  - 14部：女子一般の部（1〜839歳）
  - 15部：男子一般の部（40歳以上）
  - 16部：女子一般の部（40歳以上）
- 3km（定員300名）
  - 17部：小学生男子（4〜6年生）の部
  - 18部：小学生女子（4〜6年生）の部
  - 19部：中学生男子の部
  - 20部：中学生女子の部
  - 21部：男子一般の部（60歳以上）
  - 22部：女子一般の部（60歳以上）
- 23部：ファミリーの部（小学生1年〜6年及び保護者の2名1組）